# Editio Octava Critica Maior
L'Editio Octava Critica Maior è un'edizione critica del Nuovo Testamento greco pubblicata da Constantin von Tischendorf tra il 1864 e il 1894. Fu la sua ottava edizione del Nuovo Testamento (da cui il nome).

## Storia editoriale
Il primo volume fu pubblicato in 11 parti, a partire dal 1864, che furono raccolti in due tomi nel 1869 e nel 1872. L'edizione era accompagnata da un ricco apparato critico in cui Tischendorf proponeva tutte le varianti di lettura che lui o i suoi predecessori avevano trovato in manoscritti, versioni e padri.
Tischendorf morì prima di poter terminare l'edizione e il terzo volume contenente i Prolegomeni. Esso fu preparato e curato da C. R. Gregory e pubblicato in tre parti (1884, 1890, 1894)
Tischendorf fornì le prove conosciute al suo tempo. Utilizzò 64 manoscritti onciali, un solo papiro e un ridotto numero di manoscritti minuscoli. Non poté verificare tutto ciò che citava e talvolta nel suo apparato riporta annotazioni come "copms ap Mill et Wtst", che significa "manoscritto copto secondo Mill e Westtstein". I manoscritti sono citati in modo completo e accurato. Il numero di imprecisioni è minore rispetto alle edizioni manuali del XX secolo.
Tischendorf non aveva una teoria testuale dettagliata. In pratica aveva una forte preferenza per le letture del manoscritto da lui stesso scoperto, il Codex Sinaiticus. Il tipo testuale è eclettico, ma generalmente alessandrino. Presenta anche alcuni aspetti del tipo testuale occidentale, soprattutto nei punti in cui concorda con il Codex Bezae.
All'inizio del suo lavoro Tischendorf non aveva praticamente accesso al Codex Vaticanus, che fu pubblicato troppo tardi per modificare la struttura di base della sua edizione.

## Influenza
L'Editio Octava di Tischendorf e il Nuovo Testamento in greco originale di Westcott e Hort furono sufficienti a rendere il Textus Receptus obsoleto per il mondo accademico.
Secondo Eberhard Nestle, il testo dell'ottava edizione differiva da quello della settima edizione in 3.572 punti.[3] Nestle rimproverò a questa edizione di dare peso all'evidenza del Codex Sinaiticus. Nestle utilizzò l'Editio octava nel suo Novum Testamentum Graece per l'ampia rappresentazione della tradizione manoscritta e il testo di Westcott-Hort per il progresso apportato alla metodologia della critica testuale. Nestle definì l'edizione di Tischendorf nel modo seguente:
(Eberhard Nestle, Introduction to the Textual Criticism of the Greek New Testament)
L'edizione fu ristampata nel 1965. Secondo Kurt Aland, anche a distanza di un secolo era ancora utile per la ricerca scientifica.
In quest'opera Tischendorf propose il proprio apparato critico di simboli e abbreviazioni. L'apparato critico dell'Editio Octava è tuttora utilizzato da alcuni critici testuali.

## Editio octava
- Vangeli: Novum Testamentum Graece: ad antiquissimos testes denuo recensuit, apparatum criticum omni studio perfectum, vol. I (1869)
- Atti degli Apostoli e Apocalisse: Novum Testamentum Graece. Editio Octava Critica Maior, vol. II (1872)
- Prolegomeni I-VI: Novum Testamentum Graece. Editio Octava Critica Maior, vol. III, Part 1 (1884)
- Prolegomeni VII-VIII: Novum Testamentum Graece. Editio Octava Critica Maior, vol. III, Part 2 (1890)
- Prolegomeni IX&-XIII: Novum Testamentum Graece. Editio Octava Critica Maior, vol. III, Part 3 (1890)